# Roxana (Pococí)
Roxana es el cuarto distrito del cantón de Pococí, en la provincia de Limón, de Costa Rica.

## Historia
Roxana fue creado el 2 de julio de 1971 por medio de Decreto Ejecutivo 1825-G. Segregado de Guápiles.

## Ubicación
Está ubicado en la región nororiental del país y limita con los distritos de Cariari al norte, Rita al oeste, Colorado al este, Guápiles y Duacarí del cantón de Guácimo al sur.
Su cabecera, el pueblo de Roxana, está ubicado a 10,7 km al norte de Guápiles y 77,6 km al noreste de San José, la capital de la nación.

## Geografía
Roxana cuenta con un área de 166,21 km² y una altitud media de 106 m s. n. m.
Es el quinto distrito del cantón por superficie. Presenta un paisaje llano en casi toda la extensión de su territorio, la región es recorrida por los Ríos Roxana y Santa Clara.

## Demografía
Para el año 2022, Roxana cuenta con una población estimada de 20 449 habitantes, y para el último censo efectuado, en 2011, Roxana contaba con una población de 16 790 habitantes.

## Localidades
- Barrios: La Cruz, Lesville, Punta de Riel.
- Poblados: Aguas Frías, Anabán, Barrio La Cruz, Boca Guápiles (parte), Casa de Zinc, Castañal, Cruce de Anabán, Curia, Curva del Humo, El Broncón, El Humo, El Prado (parte), Esperanza, Fortuna, La Lidia, Las Gardenias, Leticia, Llano Bonito, Lomas Azules, Londres, Luis XV, Maravilla, Mata de Limón, Millón, Milloncito, Nueva Esperanza, Oeste, Prado (parte), Roxana (cabecera), Roxana Tres, San Francisco, San Jorge, Urbanización Guadalupe, Vegas del Tortuguero.

## Educación
Escuela de Roxana, Escuela San Antonio,liceo de San Antonio, cindea de San Antonio,Escuela el Limbo,Liceo Ambientalista de Llano Bonito,Escuela Llano Bonito, Cindea San Antonio(Satélite Llano Bonito),Escuela Mata de Limón,Escuela la Fortuna,Escuela Maravilla, Escuela las Vegas del Tortuguero, Escuela San Jorge, Escuela Aguas frías y Escuela el Millón.

## Economía
El cultivo de banano y piña de modalidad extensiva con fines de exportación es una fuerte actividad en la zona.
Roxana, su cabecera, cuenta con servicios de salud y educación. También se ofrecen servicios de entretenimiento en zonas recreativas.
En cuanto al comercio, destaca la venta de alimentos, calzado, ropa y artículos para el hogar.

## Transporte

### Carreteras
Al distrito lo atraviesan las siguientes rutas nacionales de carretera:
- Ruta nacional 247
- Ruta nacional 248
- Ruta nacional 809
- Ruta nacional 810